# ワンダーブリード
『ワンダーブリード』は日本の6人組アイドルグループ。ワンダーウィードの妹分ユニットとして期間限定の活動であった。

## 概要
ワンダーウィードの期間限定妹分ユニットとして、2020年2月8日にデビュー。ワンダーウィードのグループ再編をきっかけに結成された。姉分のワンダーウィードは、2020年2月24日のワンマンライブをもって2つのグループに分かれることが発表されており、それに伴って新メンバーを募集するワンダーウィード2020全国オーディションが行われた。このオーディション等をもとに、新体制候補生20人ほどが選ばれ、そのうちの6人を選抜してワンダーブリードが誕生した。このワンダーブリードとして活動する選抜メンバーを含めた新体制候補生は、2月24日に行われるワンダーウィードのワンマンライブで前述の2つのグループに分けられるため、ワンダーブリードとしての活動は前日の23日までであった。

## ワンダーウィード新体制
2020年2月24日に行われたワンダーウィード現体制ラストワンマンライブ(＠EX THEATER ROPPONGI)にて、ワンダーウィード新体制のグループ名とメンバーの一部が発表された。『ワンダーウィード天』として、白川ゆめか(ワンダーウィードメンバー)と夏川すずかが、『花いろは from ワンダーウィード』として、佐倉ちひろ(ワンダーウィードメンバー)と葵井ここあがそれぞれ選ばれた。一方で、これ以外の追加メンバーについては未定とし、全貌を明らかにするとしていたこの日に明らかになることはなかった。
最終的なメンバーを加えて新しくなったグループは『ワンダーウィード天』が2020年3月5日(＠新宿BLAZE)、『花いろは from ワンダーウィード』が同年3月21日(＠新木場STUDIO COAST) のライブでお披露目される予定であったが、新型コロナウイルスの影響による大規模イベント自粛の流れを踏まえ、同年3月27日(＠新宿BLAZE)に延期された。

## メンバー
| 氏名        | 生年月日              | 備考                    |
| ----------- | --------------------- | ----------------------- |
| 葵井 ここあ | 2000年8月31日（24歳） | 元KiREIメンバー         |
| 夏川 すずか | ????年8月24日         |                         |
| 筑紫 ありさ | 1999年7月9日（25歳）  |                         |
| 蓮実 えれな |                       |                         |
| 香山 ゆきほ | 2001年3月12日（24歳） | 元Reverse Tokyoメンバー |
| 桃兎 まいか | 2002年4月11日（22歳） |                         |

## ライブ・イベント

### 2020年
- 02月08日 GIRLS MUSIC SQUARE ＠浅草花劇場
- 02月09日 GIRLS MUSIC SQUARE ＠浅草花劇場
- 02月12日 GIRLS MUSIC SQUARE ＠渋谷Veats
- 02月13日 GIRLS BOX VOL.143～一日早いバレンタイン～ ＠新宿BLAZE
- 02月15日 Girl's Bomb!!～一日遅れのバレンタイン～ ＠新木場STUDIO COAST
- 02月16日 池袋harevutai SUPER LIVE vol.1～第一回記念公演編～ ＠池袋harevutai
- 02月18日 GIRLS INFINITY Tuesday ＠TwinBox AKIHABARA
- 02月20日 MyDearDarlin' presents-櫻井優衣20歳の生誕記念-無料対バンライブ ＠池袋harevutai
- 02月21日 吉沢えみり卒業ライブ ＠新宿BLAZE
- 02月23日 GIRLS INFINITY Sunday ＠TwinBox AKIHABARA